# Macrostylis dellacrocei
Macrostylis dellacrocei is een pissebed uit de familie Macrostylidae. De wetenschappelijke naam van de soort is voor het eerst geldig gepubliceerd in 2000 door Aydogan, Waegele & Park.